# بارباك الديود
بارباك الديود فيضة، في قضاء السلمان بمحافظة المثنى بالبادية العراقية جنوب العراق، مساحتها 7245، في شمال فيضة الرفاعية، وفي بارباك الديود تلال منفردة، وفيها نباتات متنوعة مهمة للرعي وآبار سائغة للشرب، وفيها كتلة أرضية صاعدة يقال لها (ظهر) أو (خشم) وخشم بارباك الديود في شمال فيضة الرفاعية ممتد طولياً مستقيماً تقريباً بين شمال الغرب وجنوب الشرق كأنه خط يقسم مياه منابع حوض وادي أبي حضير الثانوي.
| المنطقة            | المساحة | الطول كيلومتراً | المحيط | العرض كيلومتراً | الارتفاع فوق الجِوار |
| بارباك الديود      | 2425    | 3.7            | 7410   |                |                     |
| بارباك الديود 2    | 2351    | 3.2            | 7463   |                |                     |
| خشم البارباك       |         | 6.5            |        | كيلومتران      | 10 أمتار            |
| فيضة بارباك الديود | 7245    |                |        |                |                     |